# Scyphax crescentia
Scyphax crescentia is een pissebed uit de familie Scyphacidae. De wetenschappelijke naam van de soort is voor het eerst geldig gepubliceerd in 1998 door Fiona Lewis.